# Treppo Grande
Treppo Grande (friuli nyelven Trep Grant) település Olaszországban, Friuli-Venezia Giulia régióban, Udine megyében. Lakosainak száma 1714 fő (2023. január 1.). Treppo Grande Buja, Cassacco, Colloredo di Monte Albano, Magnano in Riviera, Tricesimo és Artegna községekkel határos.

## Népesség
A település népességének változása:
| Lakosok száma | 1724 | 1719 | 1714 |
|               | 2017 | 2018 | 2023 |